# Mount Grace Priory

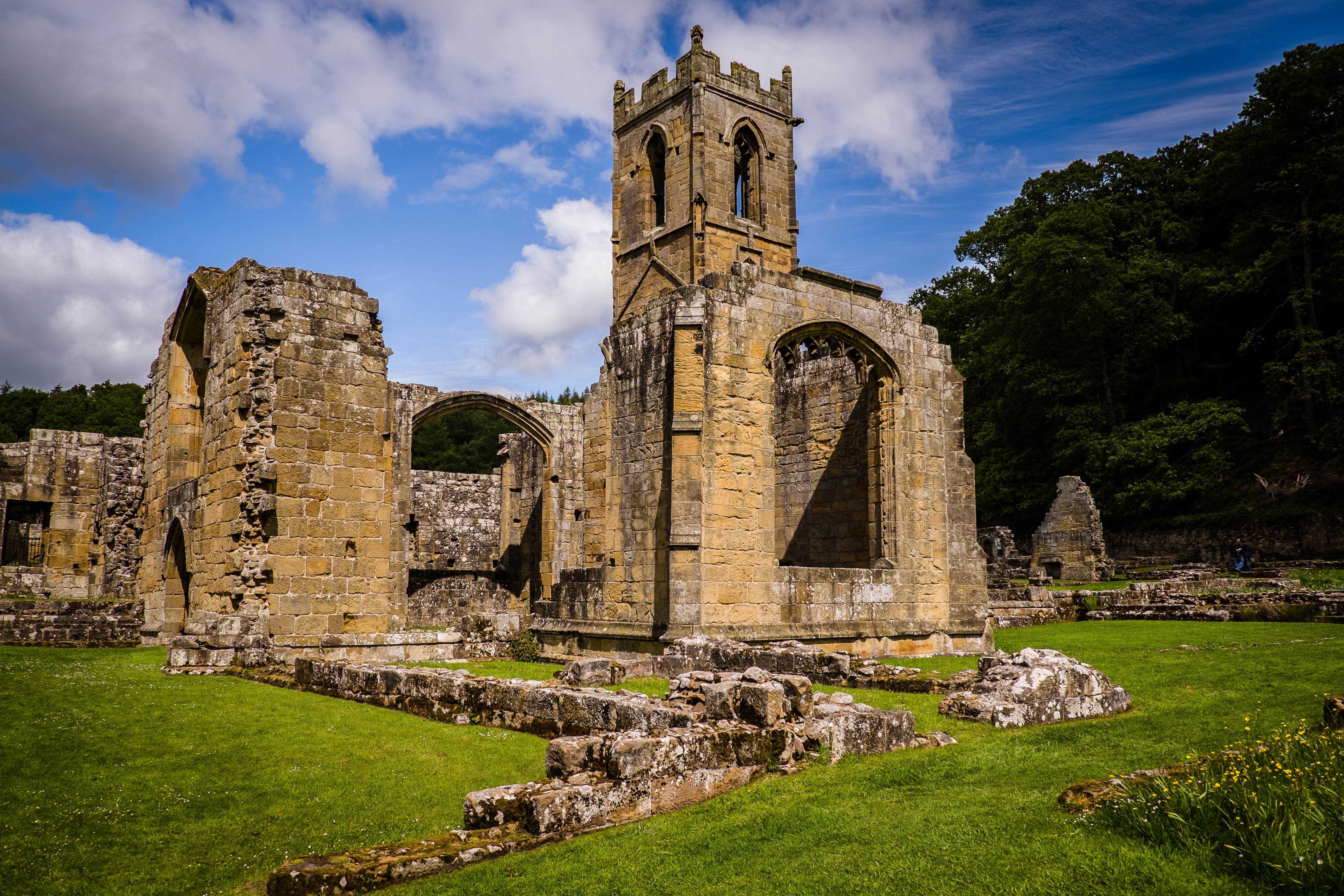
Mount Grace Priory

Mount Grace Priory ist die Ruine einer Priorei und eines Herrenhauses im Dorf East Harlsey im North-York-Moors-Nationalpark in der englischen Verwaltungseinheit North Yorkshire. Es ist heute das besterhaltene der zehn mittelalterlichen Kartäuserhäuser in England. Die Priorei wurde 1398 von Thomas Holland, 1. Duke of Surrey, dem Sohn von König Richard II. Halbbruder Thomas Holland, 2. Earl of Kent, inmitten lichten Waldes gegründet. Es war das letzte Kloster, das in Yorkshire eingerichtet wurde, und eines der wenigen, die überhaupt in ganz Britannien zwischen der Zeit des Schwarzen Todes (1349–1350) und der Reformation gegründet wurden. Es war ein eher kleines Kloster mit Platz für einen Prior und 23 Mönche.
Die Mount Grace Priory bestand aus einer Kirche und zwei Klostergebäuden. Das nördliche der beiden hatte 16 Zellen, das südliche nur fünf, ein Haus für den Bruder und den Prior sowie ein Kapitelhaus. Westlich davon standen die Wohnungen der Laienbrüder und das Gästehaus.
Nach der Abdankung von König Richard versuchten Holland und andere Unterstützer des Königs an Neujahr 1400, seinen kürzlich gekrönten Nachfolger, Heinrich IV., zu ermorden, wurden aber gefangengesetzt und exekutiert. Hollands Leiche wurde später wiedergefunden und 1412 im Kapitelhaus, das er selbst gegründet hatte, erneut bestattet. Die verwaiste Priorei, die ihres Gründers und des Einkommens, das ihr Holland und König Richard gewährt hatten, beraubt war, hing über ein Jahrzehnt lang von der königlichen Großzügigkeit in Einkommensdingen ab.

## Kartäuserpriorei
Bei der Gründung der Priorei forderte Thomas Holland, dass die Mönche für den König, die Königin und weitere Mitglieder der königlichen Familie, ebenso wie für ihn selbst und seine Erben, John und Eleanor Ingelby und viele andere beten müssten. Der Prior von Grande Chartreuse gestattete ihm, Robert Tredwye als ersten Rektor zu nominieren und die Priorei „der Gesegneten Jungfrau und dem Heiligen Nikolaus“ zu weihen. Der zweite Teil des Namens wurde fallengelassen und die Priorei wurde „House of the Assumption of the most Blessed Virgin in Mount Grace“ genannt. Nicholas Love, Prior von Mount Grace, gelang es, eine Verbindung zwischen der Priorei und dem Haus Lancaster zu schaffen, teilweise auch dadurch, dass er seinen „Spiegel des gesegneten Lebens von Jesus Christus“ Thomas Arundel, den Erzbischof von Canterbury und Kanzler Heinrich IV., unterwarf, wobei er des Erzbischofs Kampagne gegen den Wyclifismus unterstützte und Arundel Brüderlichkeit in den geistlichen Gütern von Mount Grace im Tausch gegen die Gewährung materieller Güter anbot. 1410 wurde das Haus förmlich in den Orden aufgenommen und Love als vierter Rektor und erster Prior ernannt.
Das Haus erhielt eine Reihe von Zuweisungen und Chartas:
- Im März 1399 gewährte Richard II. den Mönchen einen Freiheitsbrief in generellen Angelegenheiten, z. B. das Recht, Blei abzubauen.[5]
- Im Mai 1399 wies er ihnen auf Bitten des Duke of Surrey hin die entfernt liegenden Prioreien von Hinckley in Leicestershire, Carisbrooke auf der Isle of Wight und Wareham in Dorset zu. Auch bekamen sie für die Dauer des Krieges zwischen England und Frankreich Ländereien der Priorei Sainte Marie de Lire in Evreux in der Normandie.[5]
- Als die Priorei von Wareham verloren war, bald nach der Thronbesteigung Heinrichs IV., gewährte der König den Mönchen eine Appanage von £ 100 im Jahr aus der Staatsschatulle, bis sie Ländereien von gleichem Wert (£ 1000) und ein Fass “besseren Rotweins aus der Gascogne” in Hull an jedem Martinstag.[5]
- 1412 bestätigte Heinrich V. die Schenkung von Hinckley, damit fünf Mönche für ihn und Thomas Beaufort, den Earl of Dorset, beteten.[5]
- 1421 gab er den Mönchen vier weitere entfernt liegende Prioreien zu, Long Bennington, Minting und Hagh (Hough-on-the-Hill) in Lincolnshire sowie Field Dalling in Norfolk, die jährliche Einkünfte von £ 100 erbrachten.[5]

1439 bat die Priorei das Parlament, ihren Titel auf das Land zu bestätigen – die Zahl derer, die das Anwesen beanspruchten, bedeutete, dass sie sich nicht trauten, zu bauen – und Heinrich VI. bestätigte ihn 1440. Danach gab es weiterhin Geschenke und Einkommen:
- 1456 gewährten Sir James und Lady Elizabeth Strangways von Harlsey Castle der Priorei das Patronat der Kirche von Beighton in Derbyshire.[5]
- 1462 wies ihnen der König die Grundherrschaft von Atherstone in Warwickshire (Teil der entfernt liegenden Priorei Great Ogbourne in Wiltshire) zum Wohle der Armen zu.[5]
- 1471 wies ihnen der König die Grundherrschaft der entfernt liegenden Priorei Begare in Yorkshire gegen drei Messen täglich für den König und die Seelen seiner Familie zu,[5] aber 1472 entzog er sie der Priorei wieder und wies sie wieder dem Eton College zu, dem sie vorher gehört hatte.[7]
- 1508 verpachtete der Prior von Mount Grace die Kapelle East Harlsey und die Grundherrschaft Bordelby für fünfzig Jahre an den Prior von Guisborough für eine jährliche Pacht von £ 8.[5]
- 1512 wird im letzten Willen von Sir Thomas Strangways eine Lady Chapel in Mount Grace erwähnt und Anweisungen an die Priester gegeben, die dort die Messen singen sollten.[5]

## Schriften
Die Mount Grace Priory wurde ein wichtiger Ort für die Herstellung und Erhaltung kontemplativer und devotionaler Texte: Unter den Schreibern waren Mönche wie John Norton und Richard Methley, der für seine Übersetzungen aus dem Lateinischen von „Die Wolke der Unwissenden“ und für die anonyme Übersetzung ins Englische von Marguerite Porete „Spiegel der einfachen Seelen“ bekannt wurde. Das einzige bis heute erhaltene Manuskript von The Book of Margery Kempe gehörte auch dem Kapitelhaus in Mount Grace.

## Auflösung
Die Priorei wurde 1539 während der allgemeinen Auflösung der Klöster durch Heinrich VIII. geschlossen. Einige der Mönche hatten (1534) versucht, den Unterwerfungseid zu vermeiden, nachdem sie eingesperrt worden waren. Der letzte Prior, John Wilson, händigte die Schlüssel der Priorei an die Vertreter Heinrichs VIII. aus. Dann wurde das Anwesen in private Hand übertragen.
Mount Grace Priory wurde auf einen Bruttowert von £ 382 5 s. 11½ d. (£ 323 2 s. 10½ d. netto) einschließlich £ 104 6 s. 8 d. aus Spiritualien in Lincolnshire, £ 164 von Ländereien außerhalb Yorkshire und den Rest von heimischen Ländereien aus Yorkshire geschätzt. Im Dezember 1539 bekamen die Brüder Pensionen von insgesamt £ 195 – £ 60 zuzüglich dem Haus und der Kapelle namens Mount für den Prior, £ 7 für jeden der acht Priester und kleine Summen für 18 von ihnen.

## Tägliches Leben
Anders als Mönche anderer Orden, die zusammen leben, lebten die Kartäusermönche damals als Eremiten. Jeder hatte seine eigene Zelle – die mehr ein kleines Haus war – und kamen nur zu nächtlichen liturgischen Stunden und an Sonn- und Festtagen in der Kapelle zusammen. Die anderen Stunden verbrachte jeder Mönche einzeln in seiner Zelle. Außer dem Singen der Liturgie und Gesprächen „über ernste Dinge“ während des wöchentlichen dreistündigen aufgegebenen Spaziergangs sind die Kartäuser still und ihre Diät ist streng vegetarisch.
Die Mönche der Mount Grace Priory achteten sehr auf Hygiene und Sauberkeit. In der rekonstruierten Zelle befindet sich eine Latrine und Besucher können die Gräben untersuchen, die als Abwassersystem in Gebrauch waren.

## Nach der Auflösung
Nach der Auflösung wurden die Ruinen der Priorei und des Gästehauses in zwei Häuser späteren Datums integriert: ein Herrenhaus aus dem 17. Jahrhundert – ein seltenes Gebäude aus der Commonwealth-Periode, errichtet von Thomas Lascelles (1624–1697) – und das größere Haus von 1900–1901, ein wichtiges Beispiel für das Arts and Crafts Movement. Das Herrenhaus in der Priorei wurde unter dem Industriellen Sir Isaac Lowthian Bell im Arts-and-Crafts-Stil dekoriert.

## Heutiger Zustand
Besucher können heute die Grundriss des gesamten Klosters sehen, einschließlich einer rekonstruierten Möchszelle zusammen mit der typischen, kleinen Kartäuserkapelle und dem späteren Haus. Es gibt dort auch ein Museum, in dem die Geschichte der Priorei dargestellt ist.
Das Anwesen gehört heute dem National Trust, wird aber von English Heritage verwaltet. English Heritage vermietet derzeit das Haus des Priors als Feriendomizil.

## Prioren und Rektoren von Mount Grace
Die Häuser der Kartäusermönche: Die Priorei Mount Grace listet eine Reihe von Prioren des Hauses zusammen mit den Jahren, in denen sie im Amt waren, auf. Es könnte sein, das dies nicht ganz korrekt ist, weil die ersten beiden Einträge Rektoren und nicht Prioren nennen; auch ist die Liste nicht komplett, da kartäusische Aufzeichnungen Nicholas Love (oder Luff) als ersten Prior und vierten Rektor ausweisen.
1. Robert Tredwye oder Tredewy, 1398
2. Edmund, im Jahre 1399
3. Nicholas Luff, in den Jahren 1413, 1415, 1416 (Amtsperiode endete lt. anderen Quellen 1417.[10])
4. Robert Layton, im Jahre 1421
5. Thomas Lockington – Prior 1421–1447 (aus The typescript List of Obiits of the Carthusians of the English Houses[10]  (The Houses of Carthusian Monks... schreibt „Thomas, occurs 1428“ und „Thomas Lockington, occurs 1436, 1437, 1439“ als separate Einträge.))
6. Robert, in den Jahren 1449 und 1454
7. Robert Leke, in den Jahren 1469 und 1473
8. Thomas, in den Jahren 1475 und 1476
9. Thomas, im Jahre 1497
10. Henry Eccleston, in den Jahren 1501 und 1506
11. John, in den Jahren 1527–1528 und 1531–1532
12. William (?) Fletcher, in den Jahren 1532–1533
13. John Wilson, in den Jahren 1537–1538